# 梨本威温
梨本威温（なしもと たけあつ、1982年9月9日 - ）は、日本の振付師である。振付師ユニットHidaliの元メンバー、元ジャニーズ事務所所属、元ジャニーズJr.。埼玉県出身。A型。

## 略歴
幼馴染が履歴書を送ったことをきっかけに中学3年生の春にジャニーズ事務所に入所。17歳の時に退所し、大学へ進学。その後、ファッションを中心としたPRエージェントHiRAO INCで、立ち上げから7年間勤める。
2011年、フリーの振付師としてキャリアをスタートさせ、2013年には振付師集団『左-HIDALI-』を結成。
2016年2月、振付師として独立。
2021年8月から始まるジャニーズ事務所所属グループ・Travis JapanやジャニーズJr.が出演するYouTubeチャンネル『+81 DANCE STUDIO』のディレクターを務めることを発表。
2023年7月から10月にかけて行われた女性アイドルグループももいろクローバーZの15周年ツアー『MOMOIRO CLOVER Z 15th Anniversary Tour「QUEEN OF STAGE」』の演出・構成を務めた。

## 作品

### 振付
- 第48回NHK思い出のメロディー（2016年8月27日、NHK総合） - 『イルカにのった少年』城みちる出演時でクルクルメイツを起用しての振付担当。
- 山手線（2016年4月6日、SRCL-9035/6）[4]
- 第50回NHK思い出のメロディー（2018年8月18日、NHK総合） - 『ダンシング・ヒーロー』荻野目洋子出演時でダンスチームBLUE TOKYOを起用しての振り付け担当。

## 出演

### テレビ
- いちご同盟（1999年1月1日、NHK教育） - 北沢良一 役[5]
- 怖い日曜日「8mmビデオの中の彼女」（1999年7月4日）
- 怖い日曜日〜新章〜「警備員」（1999年10月10日）